# Cordilheira Ocidental (Peru)

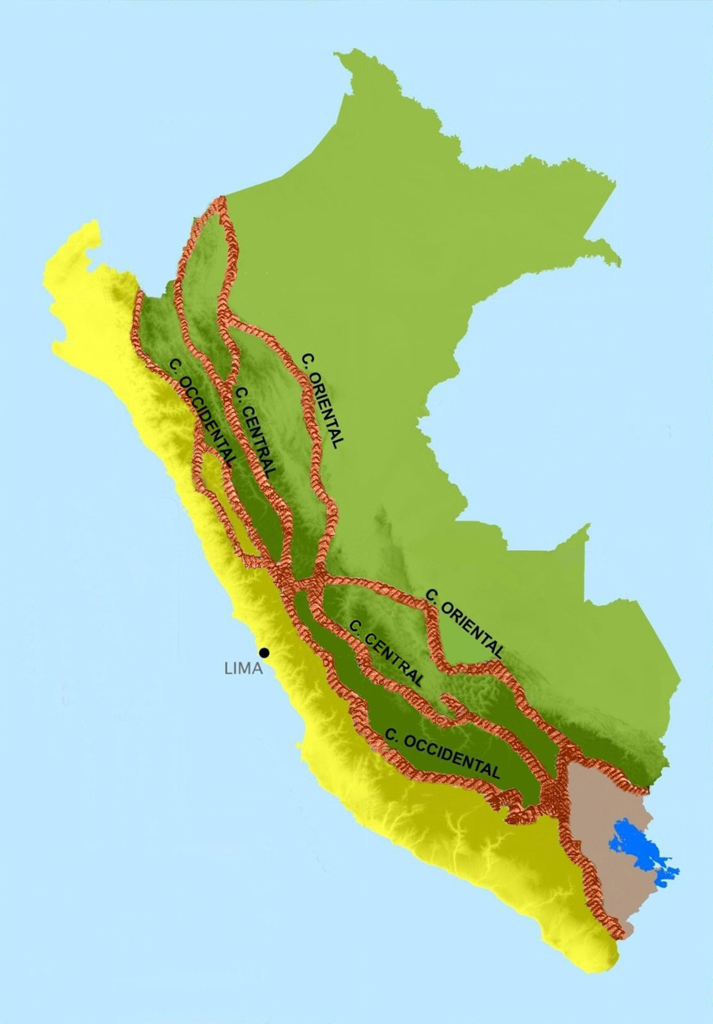
As três principais cordilheiras do Peru.

A Cordilheira Ocidental do Peru é o ramo ocidental dos Andes no Peru. Limita a oeste com planícies costeiras ou cai diretamente no Pacífico ao longo das costas rochosas. A leste da Cordilheira Ocidental, fica a Cordilheira Central e a Cordilheira Oriental do Peru. Como em outras partes dos Andes peruanos, a Cordilheira Ocidental apresenta evidências da orogenia andina.